# High Hill (Missouri)
Pour les articles homonymes, voir High Hill.
High Hill est une ville du comté de Montgomery, dans le Missouri, aux États-Unis,. Située au centre-est du comté, elle est incorporée en 1947.

## Démographie
Lors du recensement de 2010, la ville comptait une population de 195 habitants. Elle est estimée, en 2017, à 184 habitants.

### Source de la traduction
- (en) Cet article est partiellement ou en totalité issu de l’article de Wikipédia en anglais intitulé « High Hill, Missouri » (voir la liste des auteurs).